# Альтенбург (Бамберг)
Альтенбург (нем. Altenburg) — средневековая крепость на окраине Бамберга. В 1305—1553 годах служила резиденцией архиепископов Бамберга.

## Расположение
На самом высоком из семи холмов Бамберга (386 м над уровнем моря) располагается крепость Альтенбург, которую можно увидеть со многих точек города. Для того, чтобы добраться до крепости, рекомендуется воспользоваться маршрутным автобусом (пункт остановки Реннерштайн) или автомобилем, так как последний пеший путь, около 3 км, достаточно крутой, но, при желании, проходимый даже в снежную зиму. В распоряжение автолюбителей предоставляется достаточное количество парковочных мест ниже вершины. Как такового музея в Альтенбурге нет, крепость можно просто осмотреть или заказать экскурсию. Летом, в одно из воскресений, здесь проводится праздник виноделия.

## История

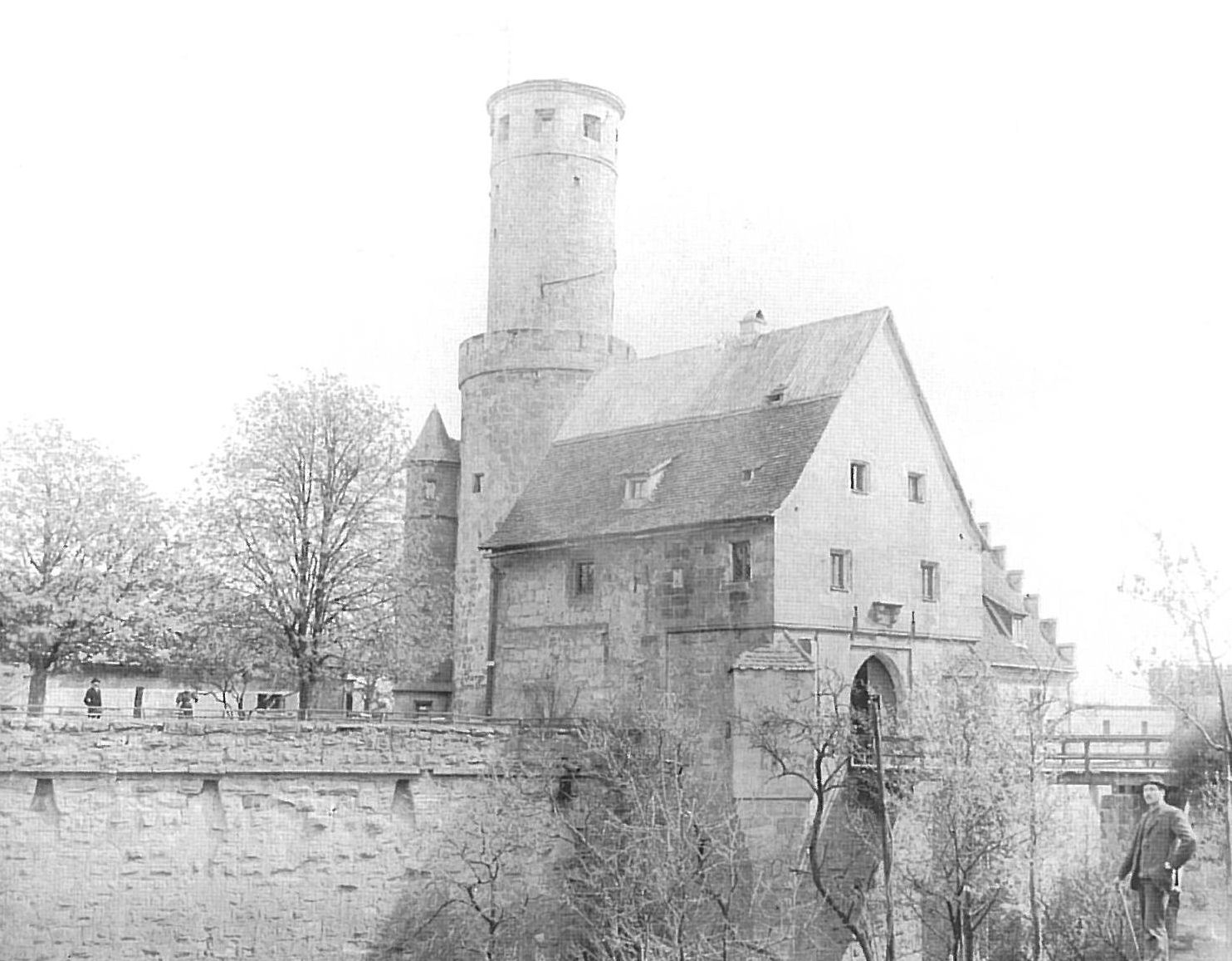
Альтенбург. 1893 год

Нежилая оборонительная крепость впервые упомянута в 1109 г. как принадлежащая общине св. Якоба. В 1124 году епископ Оттон Бамбергский освятил крепостную капеллу. С середины 13-го века крепость использовалась епископами как неприступное убежище, а позднее — с 1305 по 1553 год — как резиденция князей-епископов. Крепость была богато украшена художественными произведениями. Во времена правления епископа Георга III эту крепость посетил (в 1505) Альбрехт Дюрер.
Во время Второй маркграфской войны 1553 года крепость была разграблена и сильно разрушена пользовавшимся дурной славой Альбрехтом Алкивиадом Бранденбург-Кульмбахским, прозванным «диким маркграфом». От средневекового строения сохранились лишь трёхэтажная центральная башня-донжон (XIII век), высотой в 33 м, и часть ограды. В верхней части башни ещё висит железная корзина, с помощью которой, согласно одной из исторических версий, раньше подавали огнём сигнал для удалённой от Альтенбурга на 20 км крепости Гихбург, недалеко от баварского города Шеслиц.
После разграбления крепость стояла заброшенной в течение почти 150 лет. Периодически её использовали как городскую тюрьму. Лишь во времена правления архиепископов Лотаря Франца и Фридриха Карла из рода Шёнборнов, между 1693 и 1746 годами, началось серьёзное восстановление замка по планам архитектора Иоганна Динценхофера, дяди архитектора Килиана Динценхофера. В конце XVIII века часть крепостных стен была разрушена землетрясением.
В 1801 году Альтенбург был продан лейб-медику князя-епископа вюрцбургского и бамбергского Франца Людвига фон Эрталя Адальберту Фридриху Маркусу, владевшем ей до своей смерти в 1816 году. Он посвятил свою жизнь сохранению замка. Его близкими друзьями были писатель Эрнст Теодор Амадей Гофман и философ Фридрих Вильгельм Йозеф фон Шеллинг. О жизни Гофмана в крепости с 1808 до 1813 года в крепости напоминает название гостиной «Каморка Гофмана».
После смерти доктора Маркуса горожане создали фонд охраны исторического памятника. В своем современном виде крепость воссоздана на частично сохранившихся подвалах оригинальной постройки при финансовой поддержке обувного магната Генриха Манца в 1900 году. Архитектором этого романтического здания был Густав Хэберле.